# Fußball-Bezirksliga Neubrandenburg 1958
Die Fußball-Bezirksliga Neubrandenburg 1958 war die siebte Austragung (erstmals zweigleisig) der vom Bezirksfachausschuss (BFA) Fußball Neubrandenburg durchgeführten Bezirksliga Neubrandenburg. Sie war die höchste Spielklasse im Bezirk Neubrandenburg und die vierthöchste im Ligasystem auf dem Gebiet des DFV.
Die BSG Empor Neustrelitz (Sieger der Staffel 2) setzte sich in drei Finalspielen gegen die BSG Empor Anklam (Sieger der Staffel 1) durch und stieg in die übergeordnete II. DDR-Liga auf.
In eine der untergeordneten Bezirksklassestaffeln stiegen nach der Bezirksliga-Abstiegsrunde, die ASG Vorwärts Eggesin-Karpin nach zwei Spielzeiten sowie die Vorjahresaufsteiger BSG Traktor Jarmen, ASG Vorwärts Spechtberg und BSG Aufbau Neubrandenburg ab. Im Gegenzug stiegen zur Folgesaison die drei Bezirksklassensieger, ASG Vorwärts Prenzlau (Staffel 1) als Bezirksliganeuling sowie die Vorjahresabsteiger BSG Einheit Teterow (Staffel 2) und BSG Lokomotive Malchin (Staffel 3) auf. Aus der II. DDR-Liga kam der Vorjahresaufsteiger BSG Lokomotive Waren-Rethwisch hinzu.

## Staffel 1

### Abschlusstabelle
| Pl. | Mannschaft                  | Sp. | S  | U | N  | Tore    | Diff. | Punkte |
| --- | --------------------------- | --- | -- | - | -- | ------- | ----- | ------ |
| 1.  | BSG Empor Anklam            | 20  | 14 | 4 | 2  | 068:230 | +45   | 32:80  |
| 2.  | BSG Einheit Ueckermünde     | 20  | 12 | 3 | 5  | 061:340 | +27   | 27:13  |
| 3.  | BSG Stahl Torgelow          | 20  | 12 | 3 | 5  | 059:360 | +23   | 27:13  |
| 4.  | SG Dynamo Löcknitz (N)      | 20  | 11 | 4 | 5  | 042:280 | +14   | 26:14  |
| 5.  | BSG Lokomotive Prenzlau     | 20  | 7  | 5 | 8  | 037:410 | −4    | 19:21  |
| 6.  | BSG Einheit Templin (N)     | 20  | 9  | 1 | 10 | 036:460 | −10   | 19:21  |
| 7.  | BSG Lokomotive Pasewalk (N) | 20  | 6  | 5 | 9  | 047:580 | −11   | 17:23  |
| 8.  | BSG Einheit Strasburg (N)   | 20  | 6  | 2 | 12 | 037:580 | −21   | 14:26  |
| 9.  | ASG Vorwärts Spechtberg (N) | 26  | 9  | 4 | 13 | 031:530 | −22   | 22:30  |
| 10. | ASG Vorwärts Eggesin-Karpin | 20  | 4  | 5 | 11 | 035:500 | −15   | 13:27  |
| 11. | BSG Stahl Ueckermünde (N)   | 20  | 2  | 5 | 13 | 031:570 | −26   | 09:31  |

| (N) Aufsteiger aus der Bezirksklasse 1957 |

### Kreuztabelle
Die Kreuztabelle stellt die Ergebnisse aller Spiele dieser Saison dar. Die Heimmannschaft ist in der linken Spalte aufgelistet und die Gastmannschaft in der obersten Reihe.
| Bezirksliga Neubrandenburg Staffel 1 13. April 1958 – 2. November 1958 | Bezirksliga Neubrandenburg Staffel 1 13. April 1958 – 2. November 1958 | BSG Empor Anklam | BSG Einheit Ueckermünde | TOR | SG Dynamo Löcknitz | BSG Lokomotive Prenzlau | TP  | BSG Lokomotive Pasewalk | SBG  | SPE | E-K | UEM |
| ---------------------------------------------------------------------- | ---------------------------------------------------------------------- | ---------------- | ----------------------- | --- | ------------------ | ----------------------- | --- | ----------------------- | ---- | --- | --- | --- |
| 01.                                                                    | BSG Empor Anklam                                                       |                  | 3:2                     | 7:1 | 4:0                | 3:1                     | 4:0 | 2:0                     | 10:1 | 3:2 | 2:0 | 2:1 |
| 02.                                                                    | BSG Einheit Ueckermünde                                                | 1:3              |                         | 3:1 | 3:1                | 0:1                     | 3:0 | 2:1                     | 6:1  | 9:0 | 6:1 | 4:4 |
| 03.                                                                    | BSG Stahl Torgelow                                                     | 1:1              | 2:3                     |     | 2:0                | 4:0                     | 5:1 | 11:1                    | 5:0  | 2:1 | 1:0 | 5:2 |
| 04.                                                                    | SG Dynamo Löcknitz                                                     | 1:0              | 2:0                     | 3:4 |                    | 0:0                     | 5:0 | 4:1                     | 2:2  | 2:2 | 2:2 | 1:0 |
| 05.                                                                    | BSG Lokomotive Prenzlau                                                | 2:1              | 3:3                     | 0:1 | 1:2                |                         | 3:2 | 2:2                     | 3:3  | 6:1 | 4:3 | 2:3 |
| 06.                                                                    | BSG Einheit Templin                                                    | 2:5              | 1:3                     | 4:2 | 0:2                | 1:0                     |     | 3:0                     | 1:1  | 1:0 | 4:3 | 3:1 |
| 07.                                                                    | BSG Lokomotive Pasewalk                                                | 4:4              | 1:1                     | 4:3 | 1:4                | 3:6                     | 4:3 |                         | 4:2  | 2:0 | 8:1 | 5:2 |
| 08.                                                                    | BSG Einheit Strasburg                                                  | 2:2              | 4:3                     | 3:3 | 3:6                | 1                       | 3:2 | 2:1                     |      | 1:4 | 4:1 | 1:0 |
| 09.                                                                    | ASG Vorwärts Spechtberg                                                | 2:6              | 3:4                     | 0:1 | 1:2                | 1:1                     | 1:4 | 2:1                     | 1:0  |     | 2:5 | 7:2 |
| 10.                                                                    | ASG Vorwärts Eggesin-Karpin                                            | 1:5              | 1:2                     | 3:3 | 2:0                | 5:1                     | 0:1 | 0:0                     | 3:0  | 0:1 |     | 2:2 |
| 11.                                                                    | BSG Stahl Ueckermünde                                                  | 1:1              | 1:3                     | 0:2 | 0:3                | 3:1                     | 1:3 | 4:4                     | 1:4  | 1:2 | 3:2 |     |

## Staffel 2

### Abschlusstabelle
| Pl. | Mannschaft                        | Sp. | S  | U | N  | Tore    | Diff. | Punkte |
| --- | --------------------------------- | --- | -- | - | -- | ------- | ----- | ------ |
| 1.  | BSG Empor Neustrelitz             | 18  | 14 | 0 | 4  | 068:230 | +45   | 28:80  |
| 2.  | BSG Demminer Verkehrsbetriebe (N) | 18  | 12 | 2 | 4  | 068:350 | +33   | 26:10  |
| 3.  | BSG Empor Altentreptow            | 18  | 9  | 4 | 5  | 040:310 | +9    | 22:14  |
| 4.  | BSG Fortschritt Malchow           | 18  | 9  | 3 | 6  | 057:380 | +19   | 21:15  |
| 5.  | BSG Traktor Dargun (N)            | 18  | 9  | 2 | 7  | 041:410 | ±0    | 20:16  |
| 6.  | BSG Traktor Burg Stargard (N)     | 18  | 6  | 6 | 6  | 029:460 | −17   | 18:18  |
| 7.  | BSG Traktor Strelitz-Alt (N)      | 18  | 6  | 2 | 10 | 048:550 | −7    | 14:22  |
| 8.  | BSG Empor Friedland               | 18  | 5  | 3 | 10 | 036:560 | −20   | 13:23  |
| 9.  | BSG Traktor Jarmen (N)            | 18  | 4  | 4 | 10 | 029:590 | −30   | 12:24  |
| 10. | BSG Aufbau Neubrandenburg (N)     | 18  | 1  | 4 | 13 | 021:530 | −32   | 06:30  |

| (N) Aufsteiger aus der Bezirksklasse 1957 |

Namensänderung vor und während der Saison
- Fusion von BSG Lokomotive Demmin und BSG Empor Demmin → BSG Demminer Verkehrsbetriebe
- BSG Lokomotive Altentreptow → BSG Empor Altentreptow
- BSG Traktor Quastenberg → BSG Traktor Burg Stargard

### Kreuztabelle
Die Kreuztabelle stellt die Ergebnisse aller Spiele dieser Saison dar. Die Heimmannschaft ist in der linken Spalte aufgelistet und die Gastmannschaft in der obersten Reihe.
| Bezirksliga Neubrandenburg Staffel 2 13. April 1958 – 19. Oktober 1958 | Bezirksliga Neubrandenburg Staffel 2 13. April 1958 – 19. Oktober 1958 | NZ  | BSG Demminer Verkehrsbetriebe | AT  | BSG Fortschritt Malchow | DAR | BST | STR | FRL | JAR | BSG Aufbau Neubrandenburg |
| ---------------------------------------------------------------------- | ---------------------------------------------------------------------- | --- | ----------------------------- | --- | ----------------------- | --- | --- | --- | --- | --- | ------------------------- |
| 01.                                                                    | BSG Empor Neustrelitz                                                  |     | 0:2                           | 3:0 | 4:2                     | 0:1 | 2:1 | 3:0 | 6:1 | 7:0 | 4:0                       |
| 02.                                                                    | BSG Demminer Verkehrsbetriebe                                          | 3:6 |                               | 2:1 | 5:2                     | 5:1 | 6:0 | 8:4 | 3:4 | 3:3 | 2:0                       |
| 03.                                                                    | BSG Empor Altentreptow                                                 | 1:3 | 2:0                           |     | 5:1                     | 1:1 | 0:0 | 3:0 | 4:0 | 3:2 | 4:1                       |
| 04.                                                                    | BSG Fortschritt Malchow                                                | 4:3 | 0:1                           | 3:0 |                         | 4:0 | 8:0 | 5:2 | 2:0 | 8:1 | 2:1                       |
| 05.                                                                    | BSG Traktor Dargun                                                     | 1:3 | 1:7                           | 7:3 | 3:2                     |     | 2:3 | 4:1 | 3:0 | 3:0 | 4:3                       |
| 06.                                                                    | BSG Traktor Burg Stargard                                              | 0:5 | 4:2                           | 1:1 | 2:2                     | 1:2 |     | 2:1 | 2:1 | 4:1 | 2:2                       |
| 07.                                                                    | BSG Traktor Strelitz-Alt                                               | 1:5 | 4:4                           | 2:3 | 2:2                     | 3:2 | 7:1 |     | 4:2 | 8:0 | 4:1                       |
| 08.                                                                    | BSG Empor Friedland                                                    | 1:7 | 1:6                           | 2:2 | 3:3                     | 3:1 | 1:1 | 6:2 |     | 3:4 | 4:0                       |
| 09.                                                                    | BSG Traktor Jarmen                                                     | 4:2 | 1:6                           | 2:3 | 4:2                     | 1:4 | 2:2 | 3:1 | 1:3 |     | 0:0                       |
| 10.                                                                    | BSG Aufbau Neubrandenburg                                              | 1:5 | 0:2                           | 1:4 | 2:5                     | 1:1 | 1:3 | 1:5 | 5:1 | 0:0 |                           |

## Endspiele um die Bezirksmeisterschaft
Die beiden Staffelsieger sollten in Hin- und Rückspiel den Bezirksmeister ermitteln. Nachdem jeder sein Heimspiel gewonnen hatte und eine gleiche Tordifferenz bestanden hatte, wurde ein Entscheidungsspiel am Sonntag, den 23. November 1958 auf neutralem Platz in Pasewalk ausgetragen.
| Datum                | Sieger der Staffel 1 | Gesamt | Sieger der Staffel 2  | Hinspiel | Rückspiel |
| -------------------- | -------------------- | ------ | --------------------- | -------- | --------- |
| So 9. / 16. November | BSG Empor Anklam     | 2:2    | BSG Empor Neustrelitz | 1:0      | 1:2       |

### Entscheidungsspiel
| Datum           |                  | Ergebnis |                       |
| --------------- | ---------------- | -------- | --------------------- |
| So 23. November | BSG Empor Anklam | 1:2      | BSG Empor Neustrelitz |

## Bezirksliga-Abstiegsrunde
In der Abstiegsrunde sollten die Mannschaften, die in ihrer Staffel ab Platz 9 abwärts einkamen, den letzten Teilnehmer für die Folgesaison 1959 ermitteln. Aufgrund der gleichen Punktzahl zwischen ASG Vorwärts Eggesin-Karpin und BSG Stahl Ueckermünde, wurde ein Entscheidungsspiel ausgetragen, welches am Sonntag, den 18. Januar 1959 stattfand, aus diesem Ueckermünde als Sieger hervorging. Die restlichen Mannschaften stiegen in eine der untergeordneten Bezirksklassestaffeln ab.

### Abschlusstabelle
| Pl. | Mannschaft                                  | Sp. | S | U | N | Tore    | Diff. | Punkte |
| --- | ------------------------------------------- | --- | - | - | - | ------- | ----- | ------ |
| 1.  | ASG Vorwärts Eggesin-Karpin (10. Staffel 1) | 8   | 5 | 1 | 2 | 028:500 | +23   | 11:50  |
| 2.  | BSG Stahl Ueckermünde (11. Staffel 1)       | 8   | 5 | 1 | 2 | 024:700 | +17   | 11:50  |
| 3.  | BSG Traktor Jarmen (9. Staffel 2)           | 8   | 4 | 2 | 2 | 017:130 | +4    | 10:60  |
| 4.  | ASG Vorwärts Spechtberg (9. Staffel 1)      | 8   | 1 | 3 | 4 | 012:190 | −7    | 05:11  |
| 5.  | BSG Aufbau Neubrandenburg (10. Staffel 2)   | 8   | 1 | 1 | 6 | 004:410 | −37   | 03:13  |

### Kreuztabelle
Die Kreuztabelle stellt die Ergebnisse aller Spiele dieser Aufstiegsrunde dar. Die Heimmannschaft ist in der linken Spalte aufgelistet und die Gastmannschaft in der obersten Reihe.
| Bezirksliga-Abstiegsrunde 9. November 1958 – __. Januar 1959 | Bezirksliga-Abstiegsrunde 9. November 1958 – __. Januar 1959 | Eggesin-Karpin | Ueckermünde | Jarmen | Spechtberg | Neubrandenburg |
| ------------------------------------------------------------ | ------------------------------------------------------------ | -------------- | ----------- | ------ | ---------- | -------------- |
| 1.                                                           | ASG Vorwärts Eggesin-Karpin                                  |                | 1:2         | 4:0    | 5:0        | 13:0           |
| 2.                                                           | BSG Stahl Ueckermünde                                        | 0:0            |             | 4:2    | 4:1        | 7:0            |
| 3.                                                           | BSG Traktor Jarmen                                           | 3:0            | 3:2         |        | 2:2        | 4:0            |
| 4.                                                           | ASG Vorwärts Spechtberg                                      | 0:1            | 0:5         | 0:0    |            | 1:1            |
| 5.                                                           | BSG Aufbau Neubrandenburg                                    | 0:4            | 2           | 2:4    | 1:8        |                |

### Entscheidungsspiel
| Datum              |                             | Ergebnis |                       |
| ------------------ | --------------------------- | -------- | --------------------- |
| So 18. Januar 1959 | ASG Vorwärts Eggesin-Karpin | 0:1      | BSG Stahl Ueckermünde |